# James Scott (rugby à XV)
Pour les articles homonymes, voir James Scott et Scott.
Pas d'image ? Cliquez ici

a Compétitions nationales et continentales officielles uniquement.

b Matchs officiels uniquement.
James William Scott, né le 24 septembre 1903 et mort le 24 août 1949, est un joueur écossais de rugby à XV évoluant au poste de deuxième ligne. Il joue avec l'équipe d'Écosse de 1925 à 1930, période faste de celle-ci dans le Tournoi des Cinq Nations (4 victoires de 1925 à 1929).

## Biographie
James Scott obtient sa première cape internationale à l'âge de 21 ans le 24 janvier 1925 à l'occasion d’un match contre l'équipe de France. Il évolue pour l'équipe d'Écosse qui remporte le Grand Chelem en 1925. Il connaît sa dernière cape internationale à l'âge de 26 ans le 1er janvier 1930 à l'occasion d'un match contre l'équipe de France.

## Palmarès
- Vainqueur du Tournoi en 1925 (1er Grand Chelem écossais), 1926 (ex æquo avec l'Irlande), 1927 (ex æquo avec l'Irlande) et 1929

## Statistiques en équipe nationale
- 18 sélections en équipe d'Écosse
- 6 points (2 essais)
- Sélections par année : 4 en 1925, 4 en 1926, 5 en 1927, 3 en 1928, 1 en 1929, 1 en 1930